# Biserica reformată din Ceuașu de Câmpie
Biserica reformată din Ceuașu de Câmpie este un ansamblu de monumente istorice aflat pe teritoriul satului Ceuașu de Câmpie, comuna Ceuașu de Câmpie.

Ansamblul este format din trei monumente:
- Biserica reformată (cod LMI MS-II-m-A-15624.01)
- Turn-clopotniță (cod LMI MS-II-m-A-15624.02)
- Zid de incintă (cod LMI MS-II-m-A-15624.03)